# Musschia isambertoi
Musschia isambertoi är en klockväxtart som beskrevs av M.Seq., R.Jardim, Magda Silva och L.Carvalho. Musschia isambertoi ingår i släktet Musschia och familjen klockväxter. Inga underarter finns listade i Catalogue of Life.